# Plans alliés pour l'industrie allemande après la Seconde Guerre mondiale

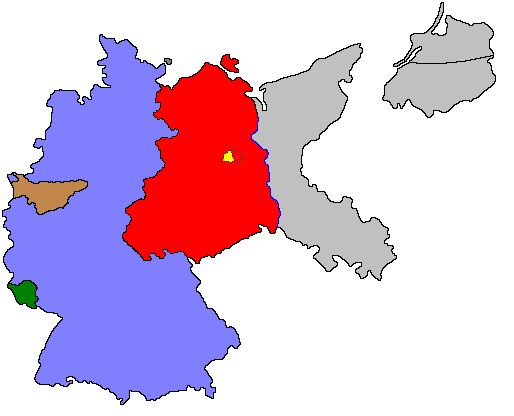
Frontières de l’Allemagne après la Seconde Guerre mondiale (1949). L’Allemagne de l'Ouest est représentée en bleu, l’Allemagne de l'Est est représenté en rouge, Le protectorat de la Sarre sous contrôle l'économique français est représenté en vert. La région de la Ruhr, le moteur industriel de l'Allemagne de l'Ouest, est représenté en brun, il était dans une certaine mesure sous le contrôle de l'Autorité internationale de la Ruhr. Le territoire allemand d'avant-guerre à l'est de la ligne Oder-Neisse est représenté en gris, il fut attribué à la Pologne et annexée par l'Union soviétique. Il comprenait la Silésie, deuxième plus grand centre industriel de l'Allemagne après la Ruhr. Berlin-Ouest est représenté en jaune.

Les plans alliés pour l'industrie allemande étaient le modèle que les Alliés envisageaient d'imposer à l'Allemagne au lendemain de la Seconde Guerre mondiale pour réduire et gérer la capacité industrielle de l'Allemagne.

## Contexte
Lors de la conférence de Potsdam, avec les États-Unis sous l'influence du plan Morgenthau, les Alliés victorieux décidèrent d'abolir les forces armées allemandes, ainsi que toutes les usines de munitions et les industries civiles qui pourraient les soutenir. Cela comprenait la destruction de toute la capacité de production de navires et d’avions. En outre, il fut décidé que les industries civiles qui pourraient avoir un potentiel militaire devaient être limitées. Les limites sur ces dernières furent fixées aux « besoins en temps de paix » de l'Allemagne, qui furent alignés sur la moyenne européenne. Pour ce faire, chaque type d'industrie fut soumis à examen pour estimer de combien d’usines l’Allemagne avait besoin en vertu de ces niveaux minimum.

## Plans "Niveau de l'industrie"

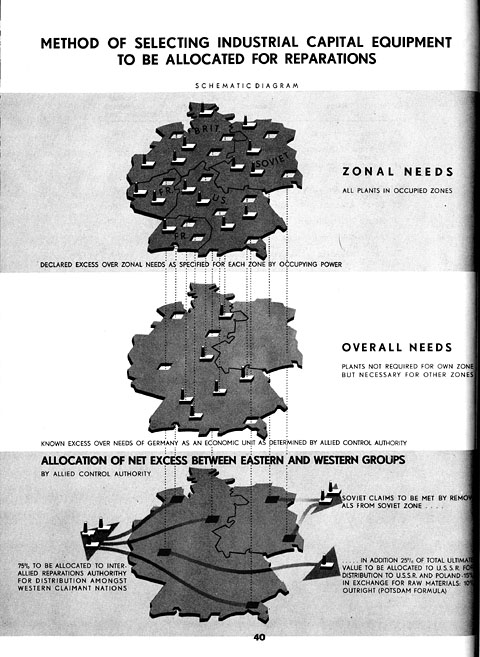
Politique d'allocation des « surplus » de l'industrie lourde allemande.

Le premier plan sur le « niveau de l'industrie », signé par les Alliés le 29 mars 1946, stipulait que l'industrie lourde allemande devait être réduite à 50 % de son niveau de 1938 par la destruction de 1 500 usines de fabrication, qui était énumérés. En janvier 1946, le conseil de contrôle allié jeta les bases de l'avenir de l'économie allemande en fixant un plafond à la capacité de production allemande d'acier: le maximum autorisé fut fixé à environ 5,8 millions de tonnes d'acier par an, soit l'équivalent de 25 % du niveau de production d'avant-guerre. Le Royaume-Uni, occupant la zone dans laquelle la majeure partie de la production d'acier était localisée, avait plaidé pour une réduction plus limitée en plaçant le plafond de production à 12 millions de tonnes d'acier par an, mais elle dût se soumettre à la volonté des États-Unis, de la France et de l'Union soviétique (qui avait plaidé en faveur d'une limite annuelle à 3 millions de tonnes). Les aciéries redondantes devaient être démantelés. L’Allemagne devait être réduite au niveau de vie qu'elle avait connu lors du pic de la Grande Dépression (1932). La production de voitures fut fixée à 10 % de son niveau d'avant-guerre, etc.
Le 2 février 1946, une dépêche de Berlin stipulait :
« Certains progrès ont été réalisés dans la conversion Allemagne à une économie agricole et d'industrie légère, a déclaré le brigadier général William Henry Draper Jr., chef de la Division économique américaine, qui a souligné qu'il y avait un large soutien sur ce plan.
Il expliqua que le modèle du futur avenir industriel et économique de l'Allemagne était en cours d'élaboration pour une population de 66,5 millions de personnes. Sur cette base, expliqua-t-il dit, la nation aura besoin d’importantes importations de denrées alimentaires et de matières premières pour maintenir un niveau de vie minimum.
Un accord global, a-t-il poursuivi, a été conclu sur les types d'exportations allemandes - le charbon, le coke, les matériels électriques, la maroquinerie, la bière, les vins, les spiritueux, les jouets, les instruments de musique, les textiles et les vêtements - pour replacer les produits industriels lourds qui formaient la plupart des exportations allemande d’avant guerre. »
Les exportations de bois depuis la zone d'occupation américaine furent particulièrement importantes. Des sources du gouvernement des États-Unis admirent que le but était la « destruction ultime du potentiel militaire des forêts allemandes ». La déforestation extensive à la suite de coupes rases avait abouti à une situation qui pourrait « régénéré que par un développement forestier sur le long terme, sur peut-être plus d’un siècle ».
Le premier plan fut suivi par un certain nombre d’autres, le dernier signé en 1949. En 1950, après l'achèvement virtuel du plan très édulcoré « niveau de l'industrie », des équipements furent retirés de 706 usines de fabrication à l'ouest et la production d'acier avait été réduite de 6,7 millions de tonnes.

## La politique de modération
À partir de la mi-1946, la politique américaine et britannique envers l'économie allemande commença à changer, illustré par le « discours de Stuttgart » ou « discours de l'espoir» de Byrnes en septembre. Selon Dennis L. Bark et David R. Gress, dans A History of West Germany (Une histoire de l'Allemagne de l'Ouest), le plan Morgenthau commença à être considéré comme infligeant un préjudice injustifié, en conséquence l'approche fut modifiée au fil du temps, vers un encouragement à une expansion économique allemande. Dans ce cadre, les niveaux autorisés de la capacité industrielle furent relevés.
Selon Vladimir Petrov dans Money and conquest: allied occupation currencies in World War II (Argent et conquête : les monnaies d'occupation allié pendant la Seconde Guerre mondiale), la raison de ce changement dans la politique d'occupation américaine fut presque exclusivement fondée sur des considérations économiques. Bien qu'une grande partie des coûts d'occupation furent imputés sur l'économie allemande, les États-Unis et le Royaume-Uni étaient de plus en plus obligés de fournir des importations de produits alimentaires pour éviter une famine de masse. Selon certains historiens, le gouvernement américain abandonna le plan Morgenthau en septembre 1946 avec le discours de Stuttgart du secrétaire d'État américain James F. Byrnes sur le changement de politique envers l'Allemagne. D'autres soutinrent que le crédit devrait être accordée à l'ancien président américain Herbert Hoover qui, dans un de ses rapports depuis l'Allemagne en 1947 plaida pour un changement de la politique d’occupation, entre autres en indiquant :
« Il est du domaine de l'illusion que la Nouvelle Allemagne restant après les annexions puissent être réduite à un « état pastoral ». Cela ne peut pas se faire à moins que nous exterminions ou chassions 25 000 000 personnes hors de ses frontières ». »
Les inquiétudes au sujet de la lenteur de la reprise de l'économie européenne (qui, avant la guerre avait été alimentée par la base industrielle de l’Allemagne) et l'influence soviétique croissante parmi la population allemande soumise à des pénuries alimentaires et à la misère économique, fit que les chefs d'état-major, les généraux Clay et Marshall commencèrent à faire pression sur le gouvernement Truman pour un changement de politique. Le général Clay déclara :
« Il n'y a pas de choix entre être communiste avec 1 500 calories par jour et un croyant en la démocratie avec mille ».
En juillet 1947, le président Harry S. Truman annula pour des « raisons de sécurité nationale » la directive d'occupation punitive JCS 1067, qui avait dirigé les forces américaines d'occupation en Allemagne, et qui spécifiait de « prendre aucune mesure visant au redressement économique de l'Allemagne [ou] visant à maintenir ou renforcer l'économie allemande ». Elle fut remplacée par la JCS 1779, qui, en lieu et place, spécifiait qu’ « une Europe ordonnée et prospère nécessite la contribution économique d'une Allemagne stable et productive ». Néanmoins, il fallut plus de deux mois au général Clay pour surmonter la résistance continue parmi son personnel à la nouvelle directive, mais le 10 juillet 1947, elle fut finalement approuvée lors d'une réunion du SWNCC. La version finale du document  « avait été purgée des éléments les plus importants du plan Morgenthau ».
Les restrictions imposées à la production de l'industrie lourde allemande furent ainsi en partie atténuées, les niveaux autorisés de production d'acier furent portés de 25 % de la capacité d'avant-guerre, à une nouvelle limite placée à 50 % de la capacité d'avant-guerre.

## Conséquences économiques

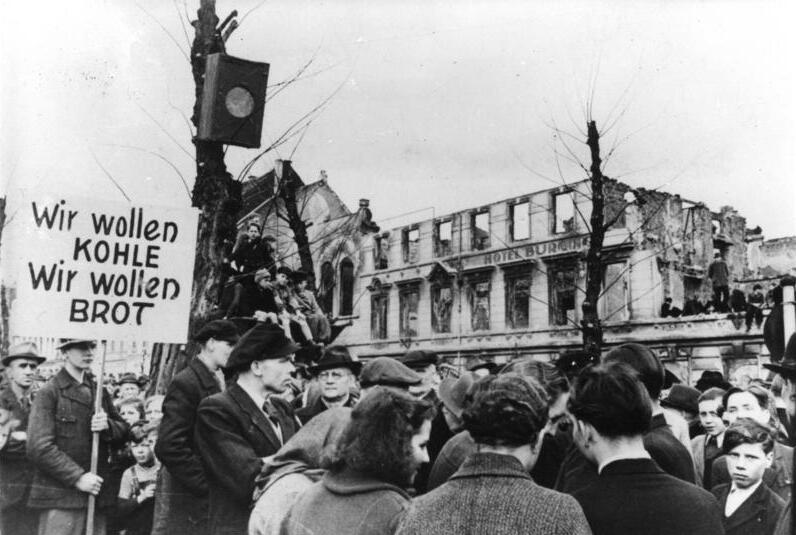
La faim durant l'hiver 1947, des milliers de personnes protestent contre la situation alimentaire catastrophique (31 mars 1947).

La réduction de la production d'acier qui résulta du premier et du deuxième plans « niveau de l'industrie » se solda par un goulot d'étranglement de la production d'acier qui força d'autres parties de l'industrie allemande à descendre en dessous de leur niveau de production autorisée. L'économie de la Bizone toucha finalement le fond au début de 1948 à la suite de cette pénurie d’acier.
En plus des problèmes dans l'industrie de l'acier et de leurs effets sur l'économie allemande dans son ensemble, il y avait l'interdiction d'importer du minerai de fer suédois à haute teneur. Jusqu'à ce qu’elle fut levée en 1948, les usines sidérurgiques allemandes durent compter sur le minerai local de faible qualité qui nécessitait près de deux fois plus de charbon pour élaborer l’acier. En outre, les Allemands furent également forcés de vendre leur acier à des prix de temps de guerre jusqu'au 1er avril 1948, ce qui impliqua des pertes importantes pour l'industrie. En outre, les tentatives de « dé-cartelliser » l'industrie sidérurgique allemande contribua également à la faible production.
Le Conseil de contrôle allié fixa le prix pour le charbon allemand à la moitié de ce qu'il en coûtait pour l’extraire. De mai 1945 à septembre 1947, les États-Unis, le Royaume-Uni, la France exportèrent le charbon allemand pour 10,50 $/tonne, alors que le prix mondial atteignait 25 $ à 30 $ la tonne. Pendant cette période, les Alliés prirent ainsi environ  200 000 000 $ de l'économie allemande par ce moyen. En septembre 1947, le prix à l'exportation furent augmentés, mais restèrent fixé à 5 $ à 7 $ en dessous des prix du marché mondial.
En Allemagne, la pénurie de nourriture était un problème aigu. Selon l’UNRRA en 1946-1947 l'apport moyen journalier était estimé à 1 800 kilocalories, qui, selon Alan S. Milward était insuffisant pour conserver une bonne santé à long terme. D'autres sources affirment que les rations quotidienne dans ces années là variait entre 1 000 et 1 500 kilocalories seulement. William L. Clayton reporta à Washington que « des millions de gens m[ourai]ent de faim lentement ».
L'Allemagne reçut de nombreuses offres des nations d'Europe occidentale pour échanger des denrées alimentaires contre du charbon et de l'acier dont ils avaient désespérément besoin. Ni les Italiens, ni les Néerlandais ne pouvaient vendre les légumes qu'ils avaient l’habitude de vendre en Allemagne, la conséquence était que les Hollandais devaient détruire des proportions considérables de leur récolte. Le Danemark offrit 150 tonnes de saindoux par mois, la Turquie offrit des noisettes, la Norvège proposa du poisson et de l'huile de poisson, la Suède offrit des quantités considérables de matières grasses. Cependant, les Alliés refusaient que les Allemands commerçassent.
La charte de l'UNRRA lui permettait de fonctionner en Allemagne pour aider les personnes déplacées non allemandes, mais ne lui permettait pas d'aider les Allemands de souche. En 1948, après trois ans d'occupation, les dépenses des États-Unis et Royaume-Uni conjointes d'aide alimentaire en Allemagne, via le GARIOA et d'autres moyens, s'élevaient à un total de près de 1,5 milliard de $ (qui furent imputés aux Allemands). Pourtant, selon Nicholas Balabkins, les rations alimentaires des Allemands avaient des déficiences dans la composition et étaient restées très en deçà des niveaux de nutrition minimales recommandées. Les fonctionnaires de l'autorité admettaient que les rations distribuées « représentaient un niveau de famine assez rapide ». (voir aussi : Politique alimentaire américaine en Allemagne occupée).

## Réparations et exploitation
Contrairement à la croyance commune, les États-Unis prirent en fait des « réparations », dont une partie de celle-ci est appelé par John Gimbel appelés « pillage et d'exploitation », directement en Allemagne. Les États-Unis, par exemple, prirent une part de 8,9 % de l'industrie allemande de l'Ouest démantelé.
Les Alliés confisquèrent également bon nombre de propriétés intellectuelles allemandes (brevets, droits, mais aussi des marques).Commencé immédiatement après la capitulation allemande et pendant les deux années suivantes, les États-Unis menèrent un vaste programme de récolte de savoir faire technologique et scientifique et  de tous les brevets en Allemagne. John Gimbel arrive à la conclusion, dans son livre Science Technology and Reparations: Exploitation and Plunder in Postwar Germany (Science, technologie et réparations : l'exploitation et le pillage dans l’Allemagne d'après-guerre), que les «réparations intellectuelles» saisies par les États-Unis (et le Royaume-Uni) se sont élevées à près 10 milliards de dollars,,. Les concurrents américains des entreprises allemandes furent encouragés par les autorités d'occupation à accéder à tous les dossiers et les installations. En 1947, le directeur des services techniques du bureau du département du Commerce des États-Unis déclara devant le Congrès : « La justification fondamentale de cette activité est que nous avons gagné la guerre et les Allemands l’ont perdu. Si les Allemands avaient gagné la guerre, ils seraient ici à Schenectady, Chicago, Detroit et Pittsburgh et feraient la même chose ». Un rapport allemand du 1er mai 1949 établissait que de nombreux entrepreneurs préféraient ne pas faire de la recherche avec la réglementation en vigueur (loi du Conseil de contrôle allié no 25), par crainte que leur recherche bénéficie directement à leurs concurrents. La loi exigeait que des rapports détaillés soient fournis aux Alliés concernant tous les résultats des recherches.
Les brevets, les plans et les équipements physiques pris en Allemagne comprenaient des articles (ou des plans de) tel que des microscopes électroniques, des cosmétiques, des machines textiles, des magnétophones, des insecticides, une machine d’emballage de chocolat unique, une machine de production beurre en continu, un épandeur de fumier, des rectifieuses de lames de patins à glace, des machines de production de serviette en papier, et « d'autres technologies, dont presque toutes [étaient] soit nouvelles pour l'industrie américaine ou bien supérieure à ce qui existait aux États-Unis ».
Les Britanniques saisirent également des secrets commerciaux, en enlevant les scientifiques et les techniciens allemands, ou tout simplement en internant des hommes d'affaires allemands s'ils refusaient de révéler des secrets commerciaux.
Konrad Adenauer déclara que « selon une déclaration faite par un expert américain, les brevets appartenant anciennement à IG Farben [avaien]t donné à l'industrie chimique américaine une avance d'au moins 10 ans. Les dommages ainsi causés à l'économie allemande [étaien]t énormes et ne p[ouvaien]t être chiffrés. Il [étai]t extrêmement regrettable que les nouvelles inventions allemandes ne puissent pas être protégées non plus, parce que l'Allemagne n'[étai]t pas membre de l'Union des brevets. La Grande-Bretagne a[vait] déclaré qu'elle respectera[it] les inventions allemandes indépendamment de ce que le traité de paix puisse dire. Mais l'Amérique a|[vait] refusé de faire une telle déclaration. Les inventeurs allemands n’[étaient] donc pas en mesure d'exploiter leurs propres inventions. Cela met[tait] un frein considérable au développement économique de l'Allemagne ».
Dans le JCS 1067, il y avait des dispositions permettant de détenir des scientifiques allemands à des fins de renseignement, si besoin. Bien que l’objectif initial de cette disposition concernait les moyens militaires, la plupart des informations recueillies par la FIAT furent rapidement adaptées aux domaine commerciaux, à tel point que le bureau du secrétaire d'État adjoint pour les zones occupés demanda que le traité de paix avec l'Allemagne protège industrie américaine de toute poursuites judiciaires.
Les États-Unis ne firent aucune tentative pour évaluer la valeur de ce qui avait été saisis à l'Allemagne, et dans les traités qui conduisirent à la souveraineté de l'Allemagne de l'Ouest en 1955, les Allemands de l'Ouest durent renoncer formellement à tous droits à indemnisation pour tous les types d'actifs saisis, y compris pour le savoir scientifique et technique. Gimbel note que ce fait rendit une comptabilité ultérieure pratiquement impossible.
La propriété prise en Allemagne le fut sans égard envers les règles de la Convention de La Haye, qui interdit la saisie de la propriété privée ennemie « sauf si elle est susceptible d'une utilisation militaire directe ». Mais il y a des arguments juridiques que l'occupation alliée de l'Allemagne n'était pas lié par les conventions de La Haye, car si l'État allemand n'existait plus (voir debellatio), la convention ne s'appliquant qu'à l'occupation du territoire appartenant à l'une des puissances contractantes, alors il ne couvrait pas les territoires de l'Allemagne d'après-guerre,. Le statut juridique de l'Allemagne sous l'occupation était toutefois incertain, car le debellatio notamment implique en général la dissolution complète et l'annexion de l'État vaincu, ce qui n'eut pas lieu et même dans la déclaration de Berlin en 1945, il fut catégoriquement nié que l'Allemagne ait été annexée. Cependant, le quart oriental de l'Allemagne fut annexé et plus tard ses habitants allemands expulsés).

## Plan Marshall
Avec les Alliés occidentaux pour finalement devenir préoccupé par la situation économique qui se dégrade dans leur « Trizone » ; le plan Marshall d'aide économique des États-Unis à l'Europe a été étendu aussi à l'Allemagne de l'Ouest en 1948 et une réforme de la monnaie, qui avait été interdite en vertu de la directive de l'occupation JCS 1067, a présenté le Deutsche Mark et arrêté une inflation galopante. Bien que le plan Marshall est considéré comme jouant un rôle clé dans la reprise allemande, son rôle est plus d'ordre psychologique que la nature économique. Les libertaires, en particulier, insistent sur le rôle de la politique économique d’Erhard, et médisent sur l’importance monétaire du plan Marshall, qui en même temps exigeait d'importants paiements de réparation, les Alliés imposèrent les Allemands à hauteur de 7,2 milliards de DM par an(2,4 milliard de dollars) pour leurs frais d'occupation de l'Allemagne ».
L'Allemagne reçut environ 1,4 milliard de dollars au total dans le cadre du plan Marshall au fil des ans, sous forme de prêts. Cependant, en 1953 il fut décidé que l'Allemagne devait rembourser 1,1 milliard de dollars d'aide qu'elle avait reçue (via le plan Marshall et avant par le GARIOA). Le dernier remboursement fut effectué en juin 1971.

## La Ruhr
L’accord sur la Ruhr fut imposé aux Allemands comme une condition pour leur permettre d'établir la République fédérale d'Allemagne. En contrôlant la production et la distribution du charbon et de l'acier (c'est-à-dire la quantité de charbon et d'acier que les Allemands pouvaient obtenir), l’Autorité internationale de la Ruhr contrôlait en effet toute l'économie ouest-allemande, à la grande consternation des Allemands. Ils furent toutefois été autorisés à envoyer leurs délégations auprès de l'autorité après l'accord de Petersberg. L’Allemagne de l'Ouest se joignit à la Communauté européenne du charbon et de l'acier afin de lever les restrictions imposées par l'IRA. La CECA assurant également la sécurité française en perpétuant l'accès français au charbon de la Ruhr, le rôle de l'IRA fut prise en charge par la CECA.

## La Sarre
Avec la permission des États-Unis, donnée entre autres lors du discours de Stuttgart, la France élargit les frontières de la Sarre, aux plus importantes sources de charbon restantes de la Ruhr en Allemagne, en ajoutant des parties de la Rhénanie et ensuite la détacha pour en faire un protectorat en 1947. La zone était intégrée dans l'économie française, et bien que politiquement indépendante ses politiques de sécurité et étrangères étaient décidées à Paris, qui maintint également un haut commissaire doté de vastes pouvoirs dans le protectorat.

## L'Union soviétique
Conformément aux accords conclus avec l’URSS, les expéditions d’installations industrielles allemandes démontées à l'ouest commencèrent le 31 mars 1946. En août 1947, 11 100 tonnes de matériel furent expédiées à l'Est au titre des réparations à l'Union soviétique.
Selon les termes de l'accord, l’Union soviétique devait en retour expédier des matières premières tels que de la nourriture et du bois aux zones occidentales. Compte tenu de l'incapacité des Soviétiques à ce faire les États-Unis interrompirent temporairement les expéditions à l'Est (et ne reprirent jamais). Cependant, il fut démontré plus tard que bien que l'arrêt des livraisons avait été utilisé à des fins  de propagande de la guerre froide, la principale raison de l'arrêt des expéditions vers l’Est n'était pas le comportement de l'URSS, mais plutôt le comportement réfractaire de la France.
Le matériel envoyé en URSS inclut des équipements de l'usine roulement à billes Kugelfischer à Schweinfurt, de l’usine souterraine de moteurs d’aéronefs Daimler-Benz à Obrigheim, des chantiers navals Deschimag à Brême, et de l’usine électrique Gendorf,.

## Fin de démantèlement
Le démantèlement de l'industrie allemande continua, et en 1949, Konrad Adenauer écrivit aux Alliés leur demandant d’y mettre fin, citant la contradiction inhérente entre l'encouragement de la croissance industrielle et la suppression des usines et aussi l'impopularité de cette politique. (voir aussi : Retranscription de la lettre de Konrad Adenauer à Robert Schuman. Bonn, le 26 juillet 1949, Retranscription du message d'Ernest Bevin à Robert Schuman demandant un réexamen de la politique de démantèlement). Le démantèlement était alors soutenu principalement par les Français, mais l'accord de Petersberg en novembre 1949 réduisit considérablement son importance, bien que le démantèlement d’usines de moindre importance continua jusqu'en 1951.
En 1951, l'Allemagne de l'Ouest accepta de rejoindre la Communauté européenne du charbon et de l'acier (CECA) l'année suivante. Cela impliquait que certaines des restrictions économiques sur les capacités de production et sur la production réelle qui étaient imposées par l'Autorité internationale de la Ruhr (IRA) étaient levées, et que le rôle de l’IRA était repris par la CECA.
Les dernières limites sur les niveaux industriels allemands furent levées après l'entrée en vigueur de la Communauté européenne du charbon et de l'acier en 1952, bien que la fabrication d'armes restât interdite. Les efforts des Alliés pour déconcentrer et réorganiser l'industrie allemand du charbon, du fer et de l’acier  furent également poursuivis.
Bien que le démantèlement de l'industrie ouest-allemande ait pris fin en 1951, le «désarmement industriel » impliquait encore des restrictions sur la production allemande d'acier, et sa capacité de production, ainsi que sur les industries clés. Toutes les restrictions restantes furent supprimées le 5 mai 1955. Selon Frederick H. Gareau, notant que, bien que la politique des États-Unis avait bien changé avant cela, « le dernier acte du drame Morgenthau s'[étai]t produit à cette date (le 5 mai 1955) ou lorsque la Sarre fut rendue à l'Allemagne (1er janvier 1957) ».
Vladimir Petrov conclut que les Alliés « retardèrent de plusieurs années la reconstruction économique du continent déchiré par la guerre, une reconstruction qui ensuite coûta aux États-Unis des milliards de dollars ». (cf. plan Marshall)